# Union nationale des industries de l'Ameublement français
L’Union nationale des industries de l'Ameublement français (l'Ameublement français), fondée en 1960, est une organisation patronale française. Elle représente les fabricants français d’ameublement.
Son président est Phillipe Moreau, élu en 2018. Cathy Dufour est la déléguée générale depuis 2015 .

## Organisation
L’Ameublement français a pour mission de représenter, défendre et promouvoir les entreprises françaises de fabrication de meubles. 
En tant que partenaire social, l’Ameublement français est consultée par les pouvoirs publics et participe aux négociations entre organisations d’employeurs et syndicats de salariés.

## Actions

### Positions
Lors des débats sur la loi Macron, l’Ameublement français a demandé l’élargissement du PEL[Lequel ?] à l'achat de meubles.
Les industriels du mobilier de bureau, adhérents de l’Ameublement français, ont signé la Charte "Relations fournisseur responsables" en 2015.
L’Ameublement français a mis au point un plan de relance intitulé "Ambitions 2016-2021" pour aider les PME françaises à gagner en compétitivité et à exporter.
La marque "L’Ameublement français" a été déposée à l’Institut national de la propriété industrielle sous le numéro 4224686.

### Activité de lobbying auprès de l'Assemblée nationale
L'Unifa est inscrite comme représentant d'intérêts auprès de l'Assemblée nationale. Elle déclare à ce titre en 2015 un budget global de 1 200 000 euros, et indique que les coûts annuels liés aux activités directes de représentation d'intérêts auprès du Parlement sont compris entre 10 000 et 20 000 euros.